# バルブトロニック
バルブトロニック（Valvetronic ）は、自動車のレシプロエンジンに用いられる可変バルブ機構のひとつであり、BMWの商標である。
吸気バルブのリフトを無段階に制御することを特徴とし、スロットルバルブを使わずに出力の調整を行うことができる。現在、BMWのガソリンエンジンの多くに搭載されている。

## 概要
2001年2月に行なわれたジュネーヴ・モーターショーで発表された316tiの直列4気筒エンジンに初めて採用された。アクセルの踏み込み量に応じて、吸気バルブのリフト量を可変させるリンクを電動モーターで駆動することによりエンジン出力を制御する。このため、優れたスロットルレスポンスや、吸気抵抗の低減による燃費やエンジン出力の向上が実現出来る。
当初は、安全対策として電子制御スロットルが装備（エンジン始動確認後は全開になり、故障時のみ作動）されていたが、その後2002年に発表された7シリーズ用V8エンジンや、2003年に発表された5シリーズ用直6エンジンに採用された際には、スロットルバルブは装備されなかった。
また、現状の機構では超高回転に対応しきれないため、同社のM5・M3・320si等では採用されていない。
部分負荷ではリフトを小さくすると、同時に作用角も小さくなり、VANOSでバルブタイミングの位相を進めると吸気バルブを下死点よりも前に閉じることができる。このため早閉じミラーサイクルと言えなくはないが、BMWではミラーサイクルではないとしている。
スロットルバルブを用いないため、従来の方式に比べてインテークマニホールド内の負圧が小さくなることから、ブレーキブースター用のカムシャフト駆動のバキュームポンプが装備されている。

## 類似の機構
リフトとイベントを連続可変させる機構は、バルブトロニック以降各社が発表している。